# Іскандаров Імамкул
Імамкул Іскандаров (15 серпня 1905, місто Самарканд, тепер Узбекистан — ?) — радянський узбецький діяч, 1-й секретар Хорезмського обкому КП(б) Узбекистану. Депутат Верховної ради Узбецької РСР.

## Життєпис
Член ВКП(б) з 1927 року.
На 1939 рік — секретар Андижанського міського комітету КП(б) Узбекистану.
З 25 липня 1941 року — народний комісар комунального господарства Узбецької РСР.
З грудня 1941 по квітень 1946 року — в Червоній армії: начальник політичного відділу 100-ї кавалерійської дивізії Середньоазіатського військового округу, старший інструктор з пропаганди та агітації політичного управління Воронезького фронту, начальник політичного відділу 309-ї стрілецької дивізії 6-ї армії 1-го Українського фронту. Учасник німецько-радянської війни.
Після демобілізації — 1-й секретар Денауського районного комітету КП(б) Узбекистану.
На 1949 — вересень 1950 року — 1-й секретар Хорезмського обласного комітету КП(б) Узбекистану.
Подальша доля невідома.

## Звання
- підполковник

## Нагороди
- орден Вітчизняної війни І ст. (28.09.1943)
- два ордени Трудового Червоного Прапора (1947, 1950)
- орден «Знак Пошани» (23.12.1939)
- медаль «За перемогу над Німеччиною у Великій Вітчизняній війні 1941—1945 рр.» (1945)
- медалі